# Passiflora murucuja
Passiflora murucuja je biljka iz porodice Passifloraceae.